# ژوردی امت
ژوردی امت ماس (اسپانیایی: Jordi Amat Maas‎؛ زادهٔ ۲۱ مارس ۱۹۹۲) بازیکن فوتبال اهل اسپانیا است.
از باشگاه‌هایی که در آن بازی کرده‌است می‌توان به اسپانیول، رایو وایکانو، سوانزی سیتی و بتیس اشاره کرد.